# Pachystachys
- Commons
- Wikispecies

Pachystachys Nees, segundo o Sistema APG II, é um género botânico pertencente à família Acanthaceae.
São espécies arbustivas originárias das regiões tropicais da América.

## Espécies
| - Pachystachys badiospica Wassh. - Pachystachys coccinea (Aubl.) Nees - Pachystachys fosteri Wassh. - Pachystachys incarnata Wassh. - Pachystachys killipii Wassh. - Pachystachys longibracteata Wassh. | - Pachystachys lutea Nees - Pachystachys ossolae Wassh. - Pachystachys puberula Wassh. - Pachystachys rosea Wassh. - Pachystachys schunkei Wassh. - Pachystachys spicata (Ruiz & Pav.) Wassh. | - Pachystachys albiflora Rizzini = Unresolved - Pachystachys asperula Nees = Pachystachys spicata (Ruiz & Pav.) Wassh. - Pachystachys latior Nees = Pachystachys spicata (Ruiz & Pav.) Wassh. - Pachystachys nutans Nees = Mirandea nutans (Nees) T.F. Daniel. - Pachystachys riedeliana Nees = Pachystachys spicata (Ruiz & Pav.) Wassh. |

- «Lista das espécies»

## Nome e referências
Pachystachys C.G.D. Nees e C.F.P.Martius, 1847

## Classificação do gênero
| Sistema | Classificação                       | Referência            |
| ------- | ----------------------------------- | --------------------- |
| APG II  | Ordem Lamiales, família Acanthaceae | APweb, versão 9, 2008 |